# 福尔图娜城站
福尔图娜城站（丹麦语：Fortunbyen Station）是尚未通车的“丹麦首都圈轻轨三环路线”一座建设中的轻轨站，预计将于2025年随“丹麦首都圈轻轨三环路线”通车而启用。位于丹麦首都大区靈比-措拜克市鎮克兰彭堡路（Klampenborgvej）与伦措夫特地街（Lundtoftegårdsvej）交口处，附近是赫尔辛格高速公路15号出口（灵比中央出口）。 计划采用路侧式布局的地面车站设计。
“丹麦首都圈轻轨三环路线”与赫尔辛格高速公路平行的路段将在建设阶段半途而废的铁路——伦措夫特铁路（Lundtoftebanen）行进。伦措夫特铁路（Lundtoftebanen）位于今赫尔辛格高速公路西侧并与之平行，南起耶厄斯堡站，北至奈鲁姆站，全线大致呈南北走向。20世纪50年代开工，1964年停工，相关规划于1977年彻底废弃。在当年伦措夫特铁路（Lundtoftebanen）的规划中曾包括“福尔图娜站”（Fortunen Station），但位置与现在建设中的丹麦首都圈轻轨“福尔图娜城站”并不重合。
| 上一站                                         | 丹麦首都圈轻轨 （建设中） | 下一站                                     |
| ---------------------------------------------- | ------------------------- | ------------------------------------------ |
| 学院路站 （建设中） 开往：伦措夫特站（建设中） | 三环路线 （建设中）       | 灵比购物中心站 （建设中） 开往：伊斯霍伊站 |